# 呂玉玲
呂玉玲（1961年6月19日—），中華民國政治人物，中國國民黨籍，生於桃園市平鎮區，現任立法委員。2012年當選立委後，在桃園市第五選舉區連任四屆至今，2022年出任桃園市市長候選人張善政競選總部主任委員。

## 生平
曾於求學時期與同窗好友創業在補習班旁邊開刨冰店，後來於桃園縣中壢市（今桃園市中壢區）公所工作達15年。

## 爭議事件

### 公文書送達爭議
其配偶為前桃園市議員陳萬得，於因涉及房地產恐嚇糾紛遭到起訴，被判處有期徒刑10個月，臺灣高等法院亦於2015年7月判決定讞。因搬家導致居住地變更，未收到正式入監通知公文，而延後入監，後在通知書送達後，於2015年12月15日發監執行。 

### 國會肢體衝突事件
2020年7月16日，立法院因監察院人事同意權案國民黨與民進黨爆發衝突，民進黨籍立委林楚茵指控衝突中呂玉玲對其施暴，林楚茵後來對呂玉玲提出傷害告訴，而呂玉玲反駁是林楚茵先出手禁錮她，她為掙脫束縛才動手，同時反控林也涉傷害等罪，後續雙方和解撤告，台北地檢署對2人做出不起訴裁決。

### 凍結國防預算
時事評論員李正皓統計並揭示呂玉玲於立委任內3年多凍結超過150案，總計預算金額逾50億元，引起部分網友批評。
面臨罷免
註1：罷免案通過門檻須同意票大於不同意票，且同意票數達選區人數25％
註2：此選區同意票21.2%，不同意票34.7%，同意票未達25%，故不通過
資料來源：中央選舉委員會 ｜ 資料整理：林奕甫、黃靖緯、簡毅慧、江世民

## 選舉紀錄
| 年度 | 選舉屆數             | 選舉區           | 所屬政黨   | 得票數 | 得票率 | 當選標記 | 備註 |
| ---- | -------------------- | ---------------- | ---------- | ------ | ------ | -------- | ---- |
| 2012 | 第八屆立法委員選舉   | 桃園縣第五選舉區 | 中國國民黨 | 78,504 | 45.30% |          |      |
| 2016 | 第九屆立法委員選舉   | 桃園市第五選舉區 | 中國國民黨 | 72,965 | 43.86% |          |      |
| 2020 | 第十屆立法委員選舉   | 桃園市第五選舉區 | 中國國民黨 | 94,218 | 46.72% |          |      |
| 2024 | 第十一屆立法委員選舉 | 桃園市第五選舉區 | 中國國民黨 | 89,372 | 43.88% |          |      |

## 外部連結
- 呂玉玲的Facebook專頁